# Khuldat
Khuldat (en rus: Хулдат) és un poble de la República de Buriàtia, a Rússia, segons el cens del 2010 tenia 142 habitants.